# Gallo (sacerdote)

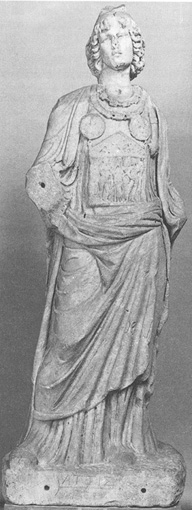
Statua di un sacerdote Gallo.

Gallo è il nome dato dagli antichi Romani ai sacerdoti eunuchi della dea Cibele e del suo consorte Attis, il cui culto originario della Frigia fu in seguito incorporato nella religione romana.

## Sui Galli
I primi galli giunsero a Roma quando il Senato romano adottò ufficialmente Cibele quale dea statale, nel 204 a.C..
Ai cittadini romani era proibito diventare dei galli, in quanto era rigorosamente vietato sottoporre a castrazione degli uomini liberi: di conseguenza, il collegio dei sacerdoti di Cibele era composto, a Roma, esclusivamente da orientali o schiavi. Sotto il principato di Claudio questo divieto venne revocato, ma pochi decenni dopo Domiziano ribadì che al civis Romanus era proibito praticare l'eviratio su di sé.
I galli si auto-castravano durante una celebrazione estatica denominata Dies sanguinis, che aveva luogo il 24 di marzo; contemporaneamente indossavano abiti femminili, per lo più di color giallo, ed una sorta di turbante, il tutto arricchito da pendenti ed orecchini. Portavano anche i capelli lunghi, che venivano solitamente sbiancati, ed una pesante cosmesi.
Giravano per le strade assieme ai loro seguaci chiedendo l'elemosina, in cambio della quale predicevano il futuro ai passanti.
Nel giorno dedicato al lutto per la morte del giovane Attis, li si poteva vedere correre selvaggiamente per le strade spettinati ed urlanti; eseguivano in tal occasione danze con accompagnamento musicale di siringa e tamburello fino a quando, nello stato di estasi che ne seguiva, non cominciavano a fustigarsi reciprocamente fino a quando non sprizzava il sangue sul selciato.

## Origini del nome

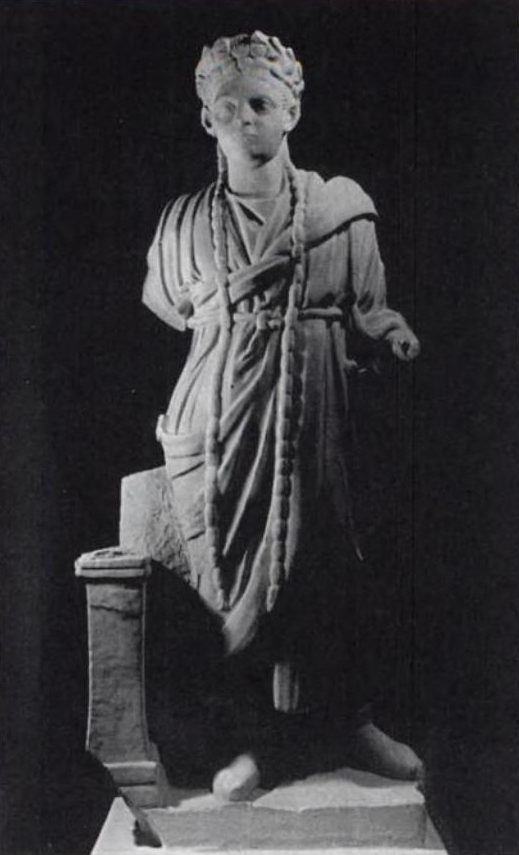
Un Gallo in abito cerimoniale.

Stefano di Bisanzio disse che il nome proveniva da un certo re Gallus, mentre Ovidio ebbe ad affermare che la denominazione derivasse dal fiume Gallus che si trovava in terra di Frigia, ma il termine potrebbe esser collegato anche alle tribù celtiche stanziate nella Galazia, in Anatolia, e conosciute dai romani come Galli o Galati. Il termine "gallus" è infine anche la parola della lingua latina indicante il gallo.
Ma oltre a queste etimologie popolari, diffuse per lo più in epoca classica, è stato suggerito che la provenienza originale fosse quella data dai Gallu o demoni del mondo sotterraneo presso i Sumeri, col significato di "grandi uomini" (Gal: vasto e Lu: essere umano); erano gli esseri ultraterreni sessualmente ambivalenti che liberarono Inanna dalla sua prigionia nel mondo infero. Originariamente sembrano essere stati consacrati al dio Enki. Nell'antica Mesopotamia esisteva poi anche una specifica categoria di sacerdoti detta "kalu", in lingua sumera "Gala"; essi suonavano il timpano, una forma di tamburello a mano, e venivano coinvolti in un sacrificio del toro o taurobolium. Un'altra categoria sacerdotale mesopotamica era invece chiamata "Galatur" ed aveva una funzione preminentemente sacra.
Questi sacerdoti partecipavano attivamente ai riti liturgici durante i quali rimanevano in costume, mascherati o travestiti; oltre ad intonare pezzi musicali cantavano e ballavano, il più delle volte nelle cerimonie dedicate alla grande dea dell'amore dei Babilonesi chiamata Ištar.

## I Galli e Attis
Fondamentale per comprendere il significato e la funzione del mito e dei riti relativi al culto di Attis a Roma è propriamente il suo rapporto con i Galli; il ruolo del prototipo mitico del castrato assunto da Attis per l'istituzione del "sacerdozio" dei Galli è quasi sempre stato sottolineato, anche se in misura diversa.

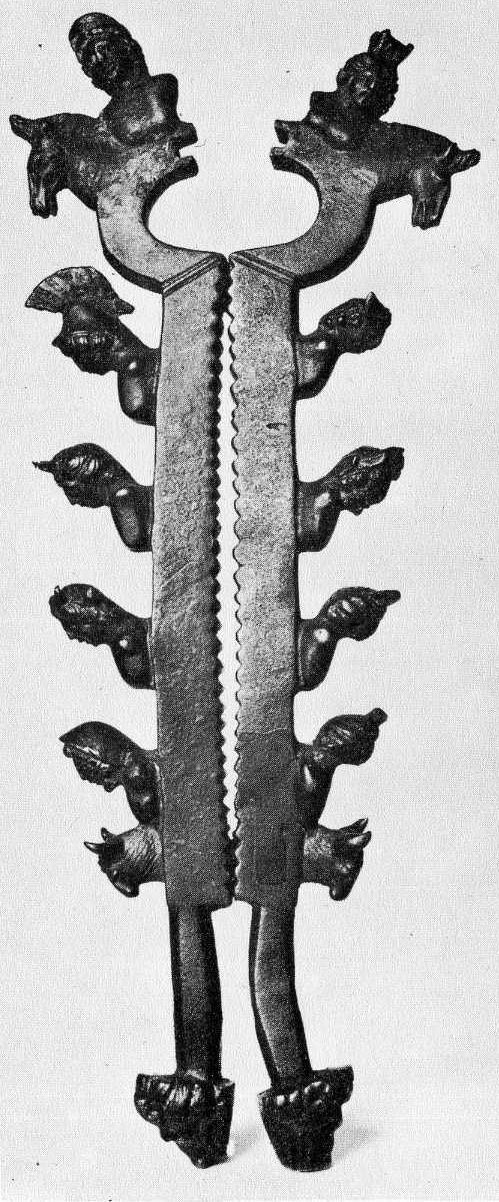
Il morsetto da castrazione, ornato con ritratti di Cibele e Attis.

Gli studiosi hanno tentato di tracciare un collegamento tra l'episodio dell'evirazione di Attis e la mutilazione rituale a cui i Galli si sottoponevano, rispettivamente come un riflesso - nel mito - di un atto rituale secondario o, viceversa, come la mitica fondazione di un'azione rituale. Questo tipo di interpretazione sembra essere troppo semplicistico in quanto non sembrerebbe tener conto che questa connessione ha servito a scopi diversi in periodi differenti. L'evirazione di Attis nella versione arcaica della storia che lo concerne è la base per una istituzione che è sia politica che religiosa, ovverosia l'istituzione dei suoi sacerdoti a Pessinunte, i cosiddetti "non-re", che non coincidevano semplicemente con i Galli .
I primi riferimenti al Galli si presentano in epigrammi ellenistici tramandati dall'Antologia Palatina, anche se non viene esplicitamente menzionata l'evirazione. Più interessante è il frammento attribuito a Callimaco, in cui il termine "Gallai" denota specificamente la castrazione che ha avuto luogo.

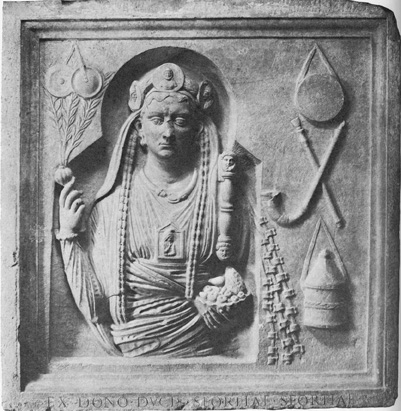
Bassorilievo funerario di un arcigallo o alto sacerdote della dea Cibele, proveniente da Lavinium (II secolo d.C.). Musei capitolini